# Cyphonistes corniculatus
Cyphonistes corniculatus är en skalbaggsart som beskrevs av Hermann Burmeister 1847. Cyphonistes corniculatus ingår i släktet Cyphonistes och familjen Dynastidae.

## Underarter
Arten delas in i följande underarter:
- C. c. laevis
- C. c. transvaalensis